# Олійник Володимир Сергійович
Володи́мир Сергі́йович Олі́йник — український військовослужбовець, полковник Збройних сил України, учасник російсько-української війни. Лицар ордена Богдана Хмельницького II (2022) і III (2017) ступенів.

## Нагороди
- орден Богдана Хмельницького II ступеня (23 травня 2022) — за особисту мужність, виявлену у захисті державного суверенітету та територіальної цілісності України, самовіддане виконання військового обов’язку[1].
- орден Богдана Хмельницького III ступеня (10 квітня 2017) — за особисту мужність, виявлену у захисті державного суверенітету та територіальної цілісності України, самовіддане виконання військового обов’язку[2].

## Військові звання
- майор (станом на 10 квітня 2017),
- полковник (станом на 23 травня 2022).